# Ariège (fiume)
L'Ariège  (in catalano e in occitano Arieja) è un fiume del sud della Francia, lungo 162,9 km, affluente di destra della Garonna. Nel suo corso iniziale segna il confine fra Francia e Andorra.

## Geografia

### Percorso
L'Ariège nasce a circa 2.400 m di altitudine dal lago di Font Nègre, al confine fra Francia e Andorra, poco a sud del Pas de la Casa, sul versante occidentale del Pics Orientaux de Font Nègre (2.878 m). Nella sua parte iniziale segna il confine fra Francia e Andorra scorrendo prima verso nord, fino a Pas de la Casa, poi verso nord-est. Abbandonato il confine il fiume si addentra nel territorio francese passando per L'Hospitalet-près-l'Andorre, Mérens-les-Vals e giungendo quindi ad Ax-les-Thermes. Qui la valle, sino a ora lunga e stretta, si allarga, e il fiume riceve da destra l'apporto di due affluenti, l'Oriege e il Lauze che scendono rispettivamente dal Pic Carlit e dal Pic de Tarbezou, che ne raddoppiano la portata.
Dopo Ax-les-Thermes il fiume cambia direzione e punta verso nord-ovest incuneandosi fra il massiccio di Montcalm (3.077 m) a sud-ovest e il massiccio di Tabe (2.368 m) a nord-est. In questo percorso il fiume raccoglie vari affluenti, alcuni di modesta entità dal lato destro, mentre altri più importanti sul lato sinistro. Fra questi i più importanti sono: il Nagear, presso Savignac-les-Ormeaux, l'Aston presso Château-Verdun e il Vicdessos presso Tarascon-sur-Ariège; qui la portata del fiume arriva a 35 m³/s.

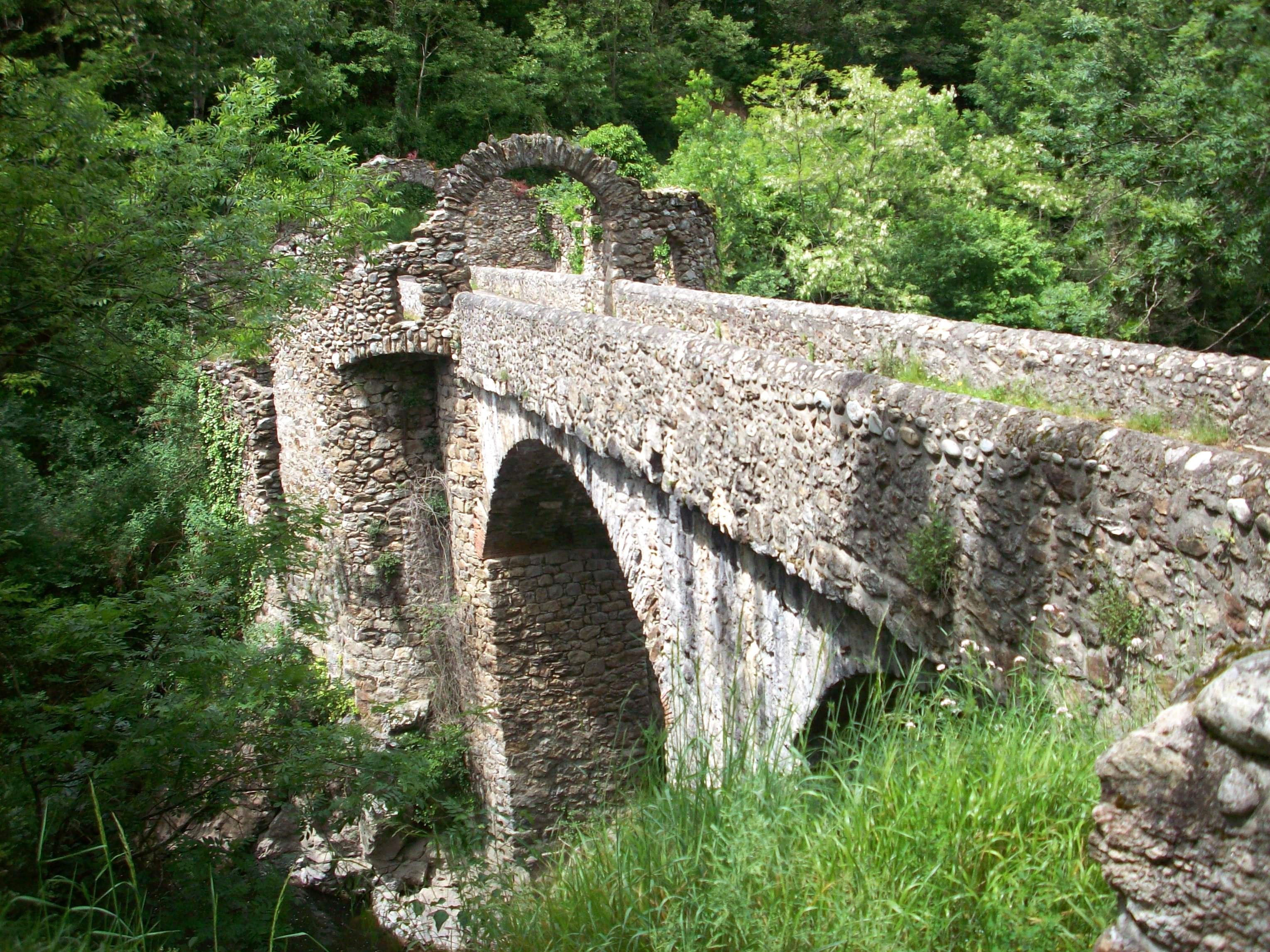
Ponte del Diavolo presso Montolieu.

Dopo Tarascon il fiume punta a nord, attraversa Mercus-Garrabet, dove incontra una diga di sbarramento, quindi passa sotto il Ponte del Diavolo presso Montolieu e giunge a Foix capoluogo del dipartimento dell'Ariège. In questo tratto riceve l'apporto di altri fiumi: il Saurat e la Courbière sulla riva sinistra e l'Arnave e lo Scios sulla riva destra. A Foix confluisce anche l'Arget che può essere considerato l'ultimo affluente dal percorso di montagna dell'Ariège. Qui la portata media raggiunge i 45 m³/s.
Dopo Foix l'Ariège attraversa la catena pre-pirenaica dei monti Plantaurel, passando per Saint-Jean-de-Verges e Varilhes, quindi si apre nella pianura dell'Ariège incontrando Pamiers e Saverdun, passa il confine del dipartimento di Ariège e entra nell'Alta Garonna giungendo a Cintegabelle. Circa 2 km prima di Cintegabelle l'Ariège riceve sulla riva destra il suo più importante affluente, il Hers-Vif (o Grand Hers), che con il suo contributo di circa 15 m³/s. aumenta la portata dell'Ariège a circa 63 m³/s. Inoltre avendo l'Hers un regime idrologico complementare a quello del primo corso dell'Ariège, confluisce al fiume stesso un regime e una portata più regolare in tutto il corso dell'anno.
Dopo Cintegabelle, l'Ariège attraversa Auterive e Venerque, quindi riceve il suo ultimo importante affluente, il Lèze, prima di sfociare nella Garonna a Portet-sur-Garonne, poco a sud di Tolosa.

### Affluenti

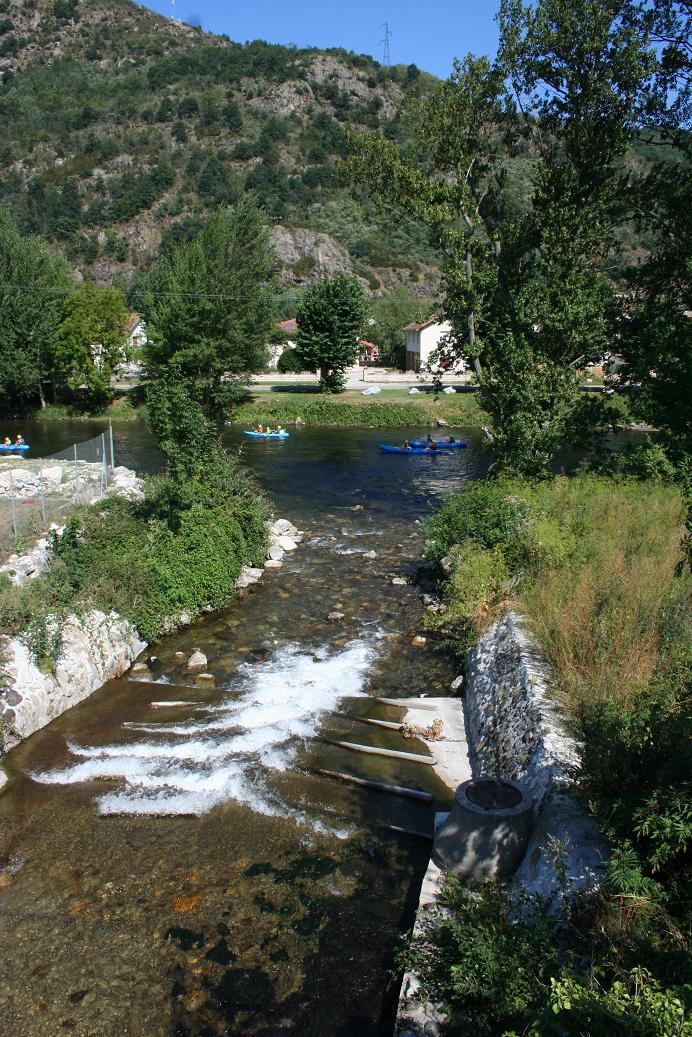
Confluenza del Courbière nell'Ariège.

#### Riva destra
- - Oriège
  - Lauze
  - Arnave (fiume)
  - Scios
  - Crieu
  - Hers-Vif
  - Aïse

#### Riva sinistra
- - Nagear
  - Aston
  - Vicdessos
  - Saurat (fiume)
  - Courbière
  - Arget
  - Lèze

### Città attraversate
- Parrocchia di Canillo:
  - Pas de la Casa

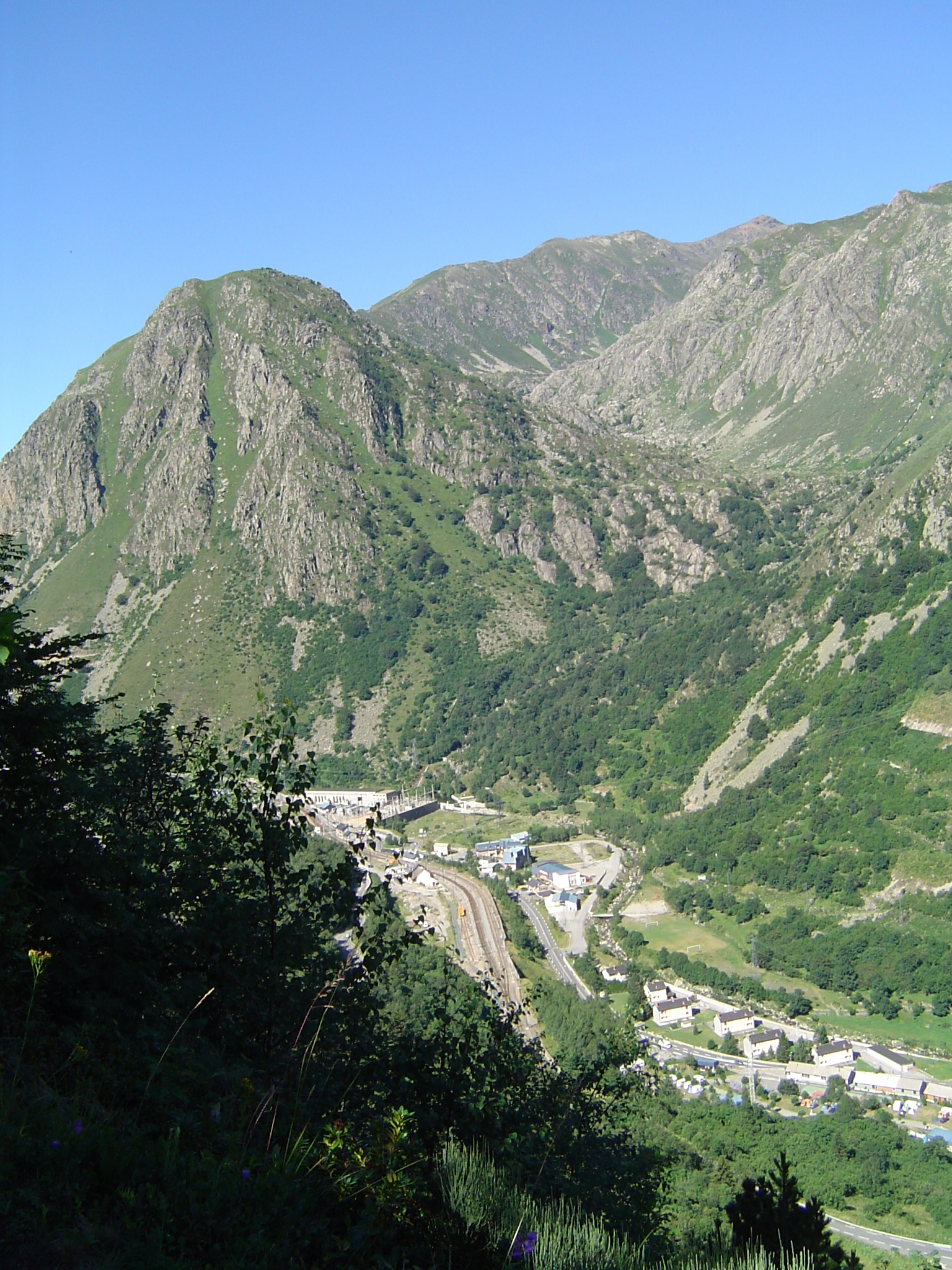
Alta valle dell'Ariège presso L'Hospitalet-près-l'Andorre.

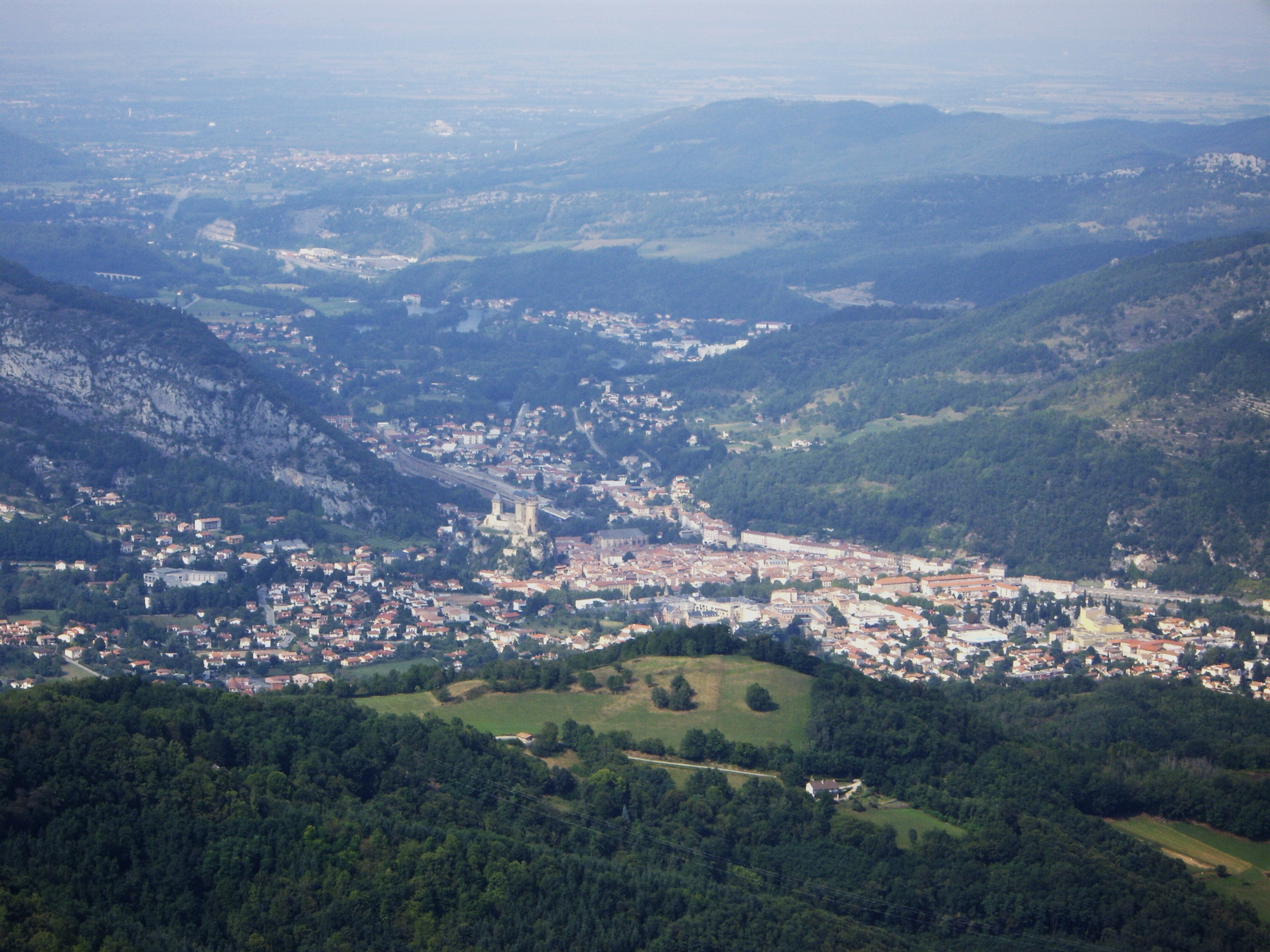
Valle dell'Ariège presso Foix.

- Dipartimento dei Pirenei Orientali
  - Porta
  - Porté-Puymorens
- Dipartimento dell'Ariège:
  - L'Hospitalet-près-l'Andorre,
  - Mérens-les-Vals
  - Ax-les-Thermes,
  - Les Cabannes,
  - Tarascon-sur-Ariège,
  - Mercus-Garrabet,
  - Montolieu,
  - Montgaillard,
  - Foix,
  - Saint-Jean-de-Verges,
  - Varilhes,
  - Pamiers,
  - Saverdun
- Dipartimento dell'Alta Garonna
  - Cintegabelle
  - Auterive
  - Venerque
  - Labarthe-sur-Lèze
  - Pins-Justaret
  - Pinsaguel